# Liste der Bodendenkmäler in Kröning
Auf dieser Seite sind die Bodendenkmäler in der niederbayerischen Gemeinde Kröning zusammengestellt. Diese Tabelle ist eine Teilliste der Liste der Bodendenkmäler in Bayern. Grundlage ist die Bayerische Denkmalliste, die auf Basis des Bayerischen Denkmalschutzgesetzes vom 1. Oktober 1973 erstmals erstellt wurde und seither durch das Bayerische Landesamt für Denkmalpflege geführt wird. Die folgenden Angaben ersetzen nicht die rechtsverbindliche Auskunft der Denkmalschutzbehörde.

## Bodendenkmäler in Kröning
| Lage                 | Objekt | Akten-Nr.     | Bild |
| -------------------- | --- | ------------- | ---- |
| (Standort)           | Siedlung des Neolithikums.                                                                                | D-2-7439-0180 |      |
| (Standort)           | Siedlung vorgeschichtlicher Zeitstellung.                                                                 | D-2-7440-0119 |      |
| (Standort)           | Siedlung der Linearbandkeramik.                                                                           | D-2-7440-0120 |      |
| (Standort)           | Siedlung der Linearbandkeramik und der Altheimer Gruppe.                                                  | D-2-7440-0121 |      |
| (Standort)           | Verebnete Grabhügel vorgeschichtlicher Zeitstellung.                                                      | D-2-7440-0122 |      |
| (Standort)           | Verebneter Grabhügel vorgeschichtlicher Zeitstellung.                                                     | D-2-7440-0123 |      |
| (Standort)           | Siedlung der Latènezeit.                                                                                  | D-2-7440-0127 |      |
| (Standort)           | Siedlung vor- und frühgeschichtlicher Zeitstellung.                                                       | D-2-7440-0128 |      |
| (Standort)           | Siedlung der Stichbandkeramik und der Latènezeit.                                                         | D-2-7440-0129 |      |
| (Standort)           | Siedlung neolithischer Zeitstellung, u. a. der Linear- und Stichbandkeramik/Gruppe                        | D-2-7440-0130 |      |
| (Standort)           | Siedlung des Neolithikums und der Metallzeiten, u. a. der frühen Bronzezeit.                              | D-2-7440-0131 |      |
| (Standort)           | Siedlung vor- und frühgeschichtlicher Zeitstellung, u. a. des Neolithikums.                               | D-2-7440-0132 |      |
| (Standort)           | Siedlung vorgeschichtlicher Zeitstellung, u. a. des Neolithikums und der Hallstattzeit.                   | D-2-7440-0133 |      |
| (Standort)           | Siedlung der Latènezeit.                                                                                  | D-2-7440-0134 |      |
| (Standort)           | Siedlung des Neolithikums.                                                                                | D-2-7440-0135 |      |
| (Standort)           | Verebneter Grabhügel vorgeschichtlicher Zeitstellung.                                                     | D-2-7440-0136 |      |
| (Standort)           | Verebnete Grabhügel vorgeschichtlicher Zeitstellung.                                                      | D-2-7440-0137 |      |
| (Standort)           | Verebneter Grabhügel vorgeschichtlicher Zeitstellung.                                                     | D-2-7440-0138 |      |
| Jesendorf (Standort) | Siedlung vorgeschichtlicher Zeitstellung, u. a. des Neolithikums.                                         | D-2-7440-0139 |      |
| (Standort)           | Grabhügel vorgeschichtlicher Zeitstellung.                                                                | D-2-7440-0140 |      |
| (Standort)           | Siedlung der Linear- und Stichbandkeramik/Gruppe Oberlauterbach, des Spätneolithikums und der Bronzezeit. | D-2-7440-0141 |      |
| (Standort)           | Verebnete Grabhügel vorgeschichtlicher Zeitstellung.                                                      | D-2-7440-0142 |      |
| (Standort)           | Verebneter Grabhügel vorgeschichtlicher Zeitstellung.                                                     | D-2-7440-0143 |      |
| (Standort)           | Verebneter Grabhügel vorgeschichtlicher Zeitstellung.                                                     | D-2-7440-0144 |      |
| (Standort)           | Verebnete Grabhügel vorgeschichtlicher Zeitstellung.                                                      | D-2-7440-0145 |      |
| (Standort)           | Siedlung vor- und frühgeschichtlicher Zeitstellung.                                                       | D-2-7440-0146 |      |
| (Standort)           | Siedlung vor- und frühgeschichtlicher Zeitstellung.                                                       | D-2-7440-0147 |      |
| (Standort)           | Siedlung vor- und frühgeschichtlicher Zeitstellung.                                                       | D-2-7440-0148 |      |
| (Standort)           | Verebnete Viereckschanze der späten Latènezeit.                                                           | D-2-7440-0149 |      |
| (Standort)           | Siedlung der Münchshöfener Gruppe.                                                                        | D-2-7440-0150 |      |
| (Standort)           | Neuzeitliche Töpferei.                                                                                    | D-2-7440-0158 |      |
| (Standort)           | Untertägige mittelalterliche und frühneuzeitliche Befunde im Bereich der Kath. Kirche                     | D-2-7440-0189 |      |
| (Standort)           | Untertägige mittelalterliche und frühneuzeitliche Befunde im Bereich der Kath. Pfarrkirche                | D-2-7440-0191 |      |
| (Standort)           | Untertägige mittelalterliche und frühneuzeitliche Befunde im Bereich der Kath. Kirche                     | D-2-7440-0196 |      |
| (Standort)           | Untertägige mittelalterliche und frühneuzeitliche Befunde im Bereich der Kath. Kirche                     | D-2-7440-0205 |      |
| (Standort)           | Untertägige mittelalterliche und frühneuzeitliche Befunde im Bereich der Kath. Kirche                     | D-2-7440-0206 |      |
| (Standort)           | Siedlung der frühen Neuzeit.                                                                              | D-2-7440-0273 |      |
| (Standort)           | Siedlung vorgeschichtlicher Zeitstellung, u. a. der Altheimer Gruppe, der Bronzezeit                      | D-2-7540-0048 |      |
| (Standort)           | Siedlung vor- und frühgeschichtlicher Zeitstellung.                                                       | D-2-7540-0049 |      |
| (Standort)           | Untertägige mittelalterliche und frühneuzeitliche Befunde                                                 | D-2-7540-0141 |      |